# Рабовская, Вера Абрамовна
Вера Абрамовна Рабовская (17 апреля 1944, Свердловск — 7 ноября 2015, Ставрополь, Российская Федерация) — советская и российская актриса, выступавшая на сцене Ставропольского академического театра драмы им. М. Ю. Лермонтова, народная артистка Российской Федерации (2001).

## Биография
Окончила Свердловское театральное училище (педагог — Г. Н. Полежаев).
С 1968 г. — актриса Ставропольского академического театра драмы имени М. Ю. Лермонтова. За 40 лет работы на сцене Ставропольского академического театра драмы Вера Рабовская сыграла более 150 ролей.
Преподавала в университете на факультете журналистики сценическую речь.

## Театральные работы
- Аксинья — «Тихий Дон», М. А. Шолохов;
- Надежда Монахова — «Варвары», М. Горький;
- Анна Андреевна — «Ревизор», Н. В. Гоголь (реж. Олег Ефремов);
- Лауренсия — «Браво, Лауренсия!», Н. Птушкина (реж. Наталья Зубкова);
- Екатерина Медичи — «Королева Марго»;
- Мавра Тарасовна — «Правда хорошо, а счастье — лучше»;
- Бабушка — «Деревья умирают стоя», А. Касона;
- Софья Ивановна — «Неугомонная»;
- Зина — «Мы едем, едем, едем в далекие края»;
- Миссис Тэбрет — «Священное пламя», С.Моэм;
- Ханума — «Проделки Ханумы», А. Цагарели;
- «Шах королеве», Михаил Новаков.

## Награды и звания
- Медаль «За доблестный труд» (1971)
- Заслуженная артистка РСФСР (2 ноября 1989)
- Народная артистка Российской Федерации (11 октября 2001)